# マメスゲ
マメスゲ Carex pudica はカヤツリグサ科スゲ属の植物の1つ。小柄なスゲで、雌小穂が株元に集まって生じ、雄小穂だけが上に抜け出て着くのが特徴である。

## 特徴

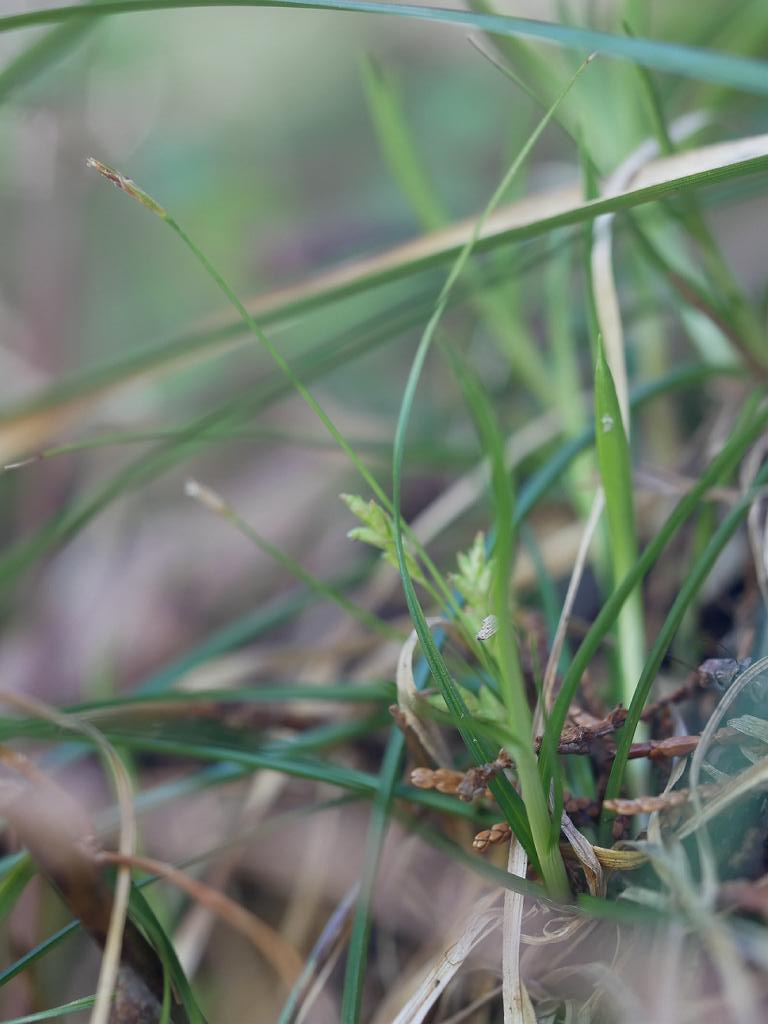
花茎の様子

小柄な多年生の草本。匍匐枝は出さず、小さくまとまった株を作る。草丈は20-25cmほどで、花茎はその葉の間に完全に隠れる。葉の幅は2-3mmほど。基部の鞘は暗紫色で、後に細かく裂ける。
花期は4-6月。花茎は高さ2-7cmだが、その大部分は頂小穂の柄になっている。頂小穂は雄性、側小穂は雌性とカンスゲ類などと共通の配置になってはいるが、見かけは大きく異なり、雌小穂はすべてその根元に集まっている。頂生の雄小穂は長楕円形で長さ4-7mm、長い柄があるが、何とか葉の間から顔を出す程度しかない。苞は葉身が長さ1-3cm、普通の葉と入り交じってわかりにくくなっている。雄花鱗片は外側が透明で内側は栗色から褐色に色づき、先端は丸いか僅かに突き出ている。雌小穂は長楕円形で長さ5-10mm、短い柄がある。雌花鱗片は半透明から淡褐色で先端は鋭く尖るか短い芒になって突き出ている。果胞は雌花鱗片より長くて楕円形をしており、長さ3mm、表面にはまばらに短い毛があり、稜間に13-18本の脈がある。先端は次第に狭くなって短い嘴状に突き出し、口部はわずかに凹んでいる。痩果は卵形で長さ2mm、果胞に密に包まれる。また先端は小さな盤状になっている。柱頭は3つに分かれる。
和名は豆スゲの意と思われ、小穂が小型で葉に隠れた様子にちなむと思われる。

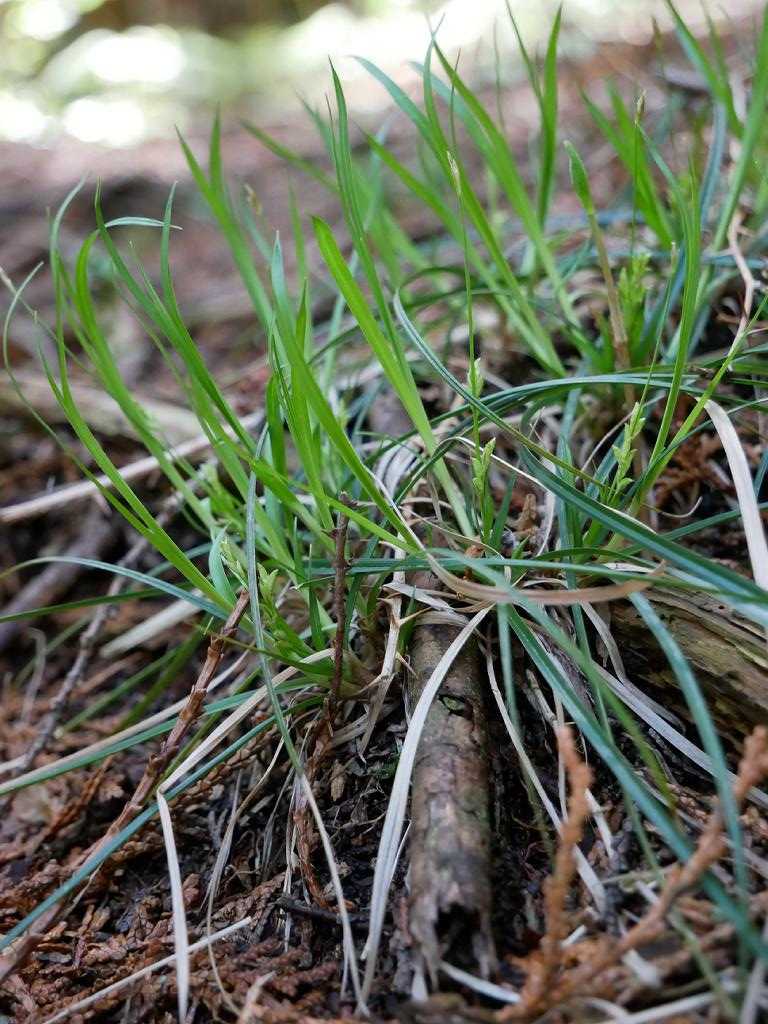
雌小穂は株元に集まってつく
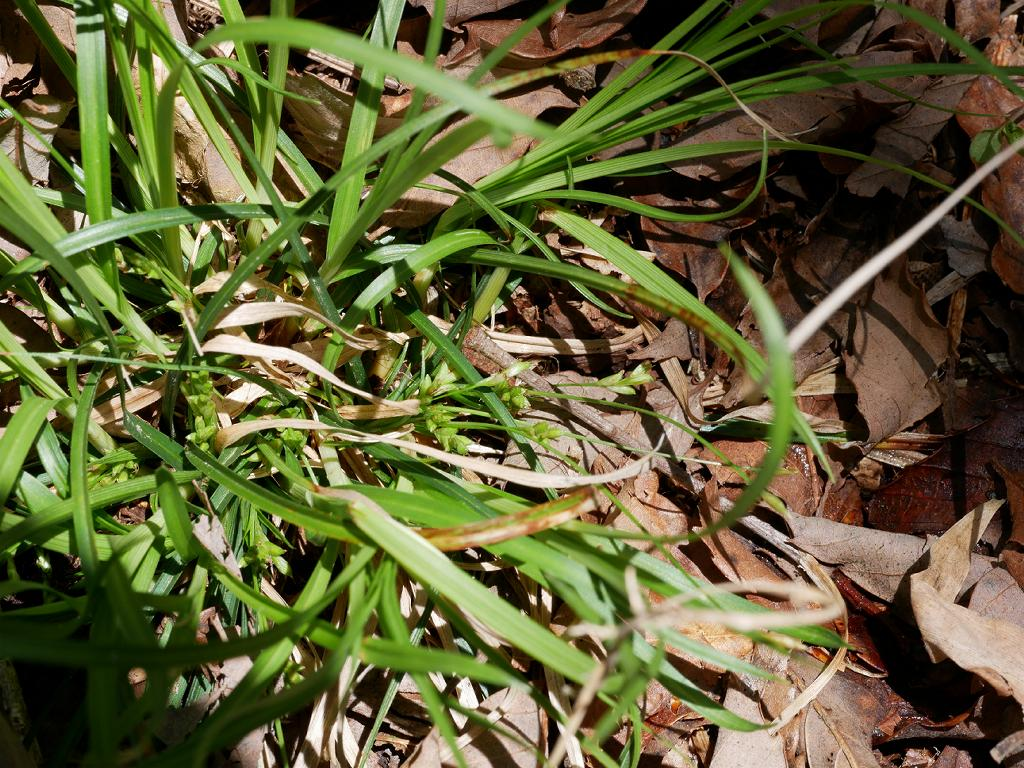
多数の雌小穂が見える
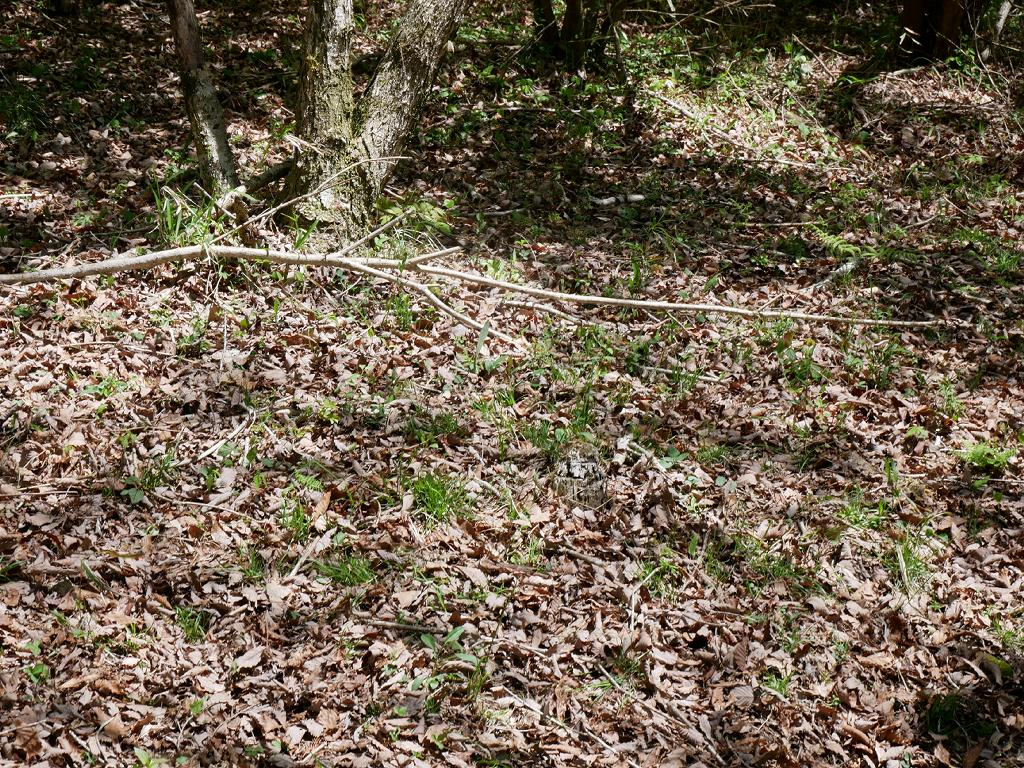
生育地の様子

## 分布と生育環境
日本固有種で、本州の宮城県以南、および伊豆諸島の神津島に分布がある。
湿原の周辺や草地に生える。あるいは湿った樹林内に生える。

## 分類・類似種など
頂小穂が雄性で側小穂が雌性、苞には鞘があり、小柄な痩果の先端、花柱の基部に盤状の付属体があることなどからヌカスゲ節 Sect. Mitratae に含まれる。この節はカンスゲ C. morrowii やアオスゲ C. leucochlora など多くの普通な形のスゲ類を含んでおり、その中で本種は側生の雌小穂がすべて根際に出て、頂生の雄小穂のみ長い柄を持って突き出ることで独特である。メアオスゲ C. candolleana なども根際に雌小穂をつけるが、通常のように上の方に着く側小穂も生じるものである。頂小穂に長い柄があって高く抜き出るという点ではアズマスゲ C. lasiolepis も共通し、この種も根際に雌小穂をつけるが、同時に長い柄を持ち、上部に出る雌小穂も持っている。オキナワスゲ C. breviscapa など南西諸島には根際に小穂をつける種が知られるが、それらの場合、雄小穂も根際に生じる。
このようなことから、本種に関しては花穂が確認できれば判別は容易であり、紛れるような種はない。ただし、では見分けるのが容易かというと、そうも言えない。何しろ小型の植物であり、しかも高く伸び出す頂小穂でさえも葉の間から顔を出すかどうかの高さしかなく、目につきづらいからである。特に開花期には葉がまださほど伸びていないのでまだしも目につきやすいが、次第に葉が生長すると小穂がその間に埋もれてなおさらに目につきにくくなり、一見では開花していないヒメカンスゲ C. conica か何かに見えるともいう。

## 保護の状況
環境省のレッドデータブックでは取り上げられていない。都県別には北では岩手県と宮城県、南では千葉県、奈良県、兵庫県、岡山県など合計12の都県で指定がある。特に神奈川県では野生絶滅と判断されている。環境の変化、人為的な改変や遷移の進行で草丈が高くなって生育できなくなる等の危惧が示されている。湿地周辺に生えるということで、生育範囲が元々限られ、それがさらに狭められつつある、というのが問題になっている。